# Carlo Galli (politico)
Carlo Galli (Modena, 7 dicembre 1950) è un politico, filosofo e politologo italiano, editorialista politico del quotidiano La Repubblica e deputato nella XVII legislatura.

## Biografia
Nel 1972 si laurea in filosofia con Felice Battaglia, presso l'Università di Bologna, dove inizia la propria carriera accademica divenendo nel 1978 assistente ordinario di Storia delle dottrine politiche. Dal 1983 al 1999 è professore associato di Storia del pensiero politico contemporaneo presso la facoltà di Scienze Politiche dell'Università di Bologna, e poi fino al 2003 è professore di Storia delle dottrine politiche e preside della facoltà di Scienze Politiche - sede di Forlì.
Dal 2004 è professore ordinario presso il Dipartimento di Storia, Culture, Civiltà dell'Università di Bologna.
Dal 1985 al 1990 è stato nella redazione della rivista il Mulino, e dal 2006 al 2009 ha fatto parte della direzione. Nel 1987 è stato fra i fondatori della rivista Filosofia politica, della quale è direttore. Dal 2006 al 2012 è stato presidente del consiglio editoriale della casa editrice il Mulino. Dal 2008 al 2012 è stato presidente della classe di Scienze Morali dell'Accademia delle Scienze di Bologna. Dal 2009 al 2022 è stato presidente della Fondazione Gramsci Emilia-Romagna. Ha ideato e dirige numerose collane scientifiche presso editori come ad esempio il Mulino e Laterza. Ha partecipato a convegni e seminari in diverse Università europee, statunitensi e sudamericane. Ha diretto l'Enciclopedia del pensiero politico (Roma - Bari, Laterza, 2000, II ed. 2005). Collabora con periodici culturali e politici in Italia e all'estero, ed è editorialista politico per alcuni dei più importanti quotidiani nazionali. Dal 2018 fa parte del Comitato direttivo dell'Associazione di cultura e politica "il Mulino".
Interprete del pensiero politico moderno e contemporaneo, nei suoi studi si è confrontato con gli autori seminali e terminali della modernità, pubblicando volumi e saggi - tradotti nelle principali lingue europee - su Machiavelli, Hobbes, sui controrivoluzionari cattolici, su Weber, Schmitt, Arendt, Strauss, Voegelin, Löwith e sulla Scuola di Francoforte. Di Jünger, Schmitt e Vitoria ha anche tradotto e curato numerosi testi.
La sua ricerca lo ha condotto, inoltre, a indagare le categorie filosofiche e politiche moderne nella loro trasformazione storico-concettuale in rapporto alle svolte di rilevanza epocale per la storia contemporanea, con una particolare attenzione alle differenze specifiche e alle novità dell'era globale. Si è, pertanto, dedicato ad una serie di ricerche su alcuni concetti-chiave della moderna razionalità politica (autorità, rappresentanza, tecnica, Stato, guerra, etica, natura, politica, paura, totalitarismo, modernità, globalizzazione, multiculturalismo, destra/sinistra, democrazia, teologia politica).
Alla sua professione di studioso del pensiero politico ha affiancato negli ultimi anni e nel solco di un sempre più vivace impegno politico, un'importante attività intellettuale identificata dal filo rosso che lega le sue ultime opere (Perché ancora destra e sinistra, Il disagio della democrazia, I riluttanti, Sinistra, Abbiccì della cronaca politica, Itinerario nelle crisi, Democrazia senza popolo) alla sua produzione di editorialista e pubblicista, e che – muovendo dalla tensione fra una ricerca dell'origine degli apparati categoriali della modernità e i dettagli messi a fuoco per decifrare criticamente il presente – costituiscono le tappe di un complesso e articolato percorso di riflessione sulla politica.

### Carriera politica
Alle elezioni politiche del 2013 è eletto deputato della XVII legislatura della Repubblica Italiana nella circoscrizione XI Emilia Romagna per il Partito Democratico. Dal 7 maggio 2013 al 25 novembre 2015 fa parte della IV Commissione (Difesa); dal 26 novembre 2015 al 29 luglio 2016 è componente della VII Commissione (Cultura, Scienza e Istruzione)]; dal 4 agosto 2016 rientra nella IV Commissione (Difesa).  Dal 1º ottobre 2014 fa parte della Commissione parlamentare di inchiesta sul rapimento e sulla morte di Aldo Moro.
Uscito dal Pd, dal 6 novembre 2015 al 28 febbraio 2017 fa parte del Gruppo parlamentare alla Camera Sinistra Italiana - Sinistra Ecologia Libertà. Il 28 febbraio 2017 aderisce come indipendente al Gruppo parlamentare alla Camera Articolo 1 - Movimento Democratico e Progressista. Decide di non ricandidarsi alle elezioni politiche del 4 marzo 2018 e torna a insegnare all'Università.
Dal 1º settembre 2018 è Professore dell'Alma Mater Università di Bologna.
Nel 2020 la casa editrice il Mulino ha pubblicato Figure del potere. Saggi in onore di Carlo Galli, a cura di Maria Laura Lanzillo e Raffaele Laudani, che raccoglie interventi di allievi e colleghi in omaggio all'attività scientifica dello studioso.
Il 5 settembre 2023 il Centro Internazionale di Studi Italiani (CISI) dell'Università di Genova gli ha conferito il «Premio Isaiah Berlin 2023».

## Opere
- Modernità. Categorie e profili critici, Bologna, il Mulino, 1988, ISBN 88-15-01755-0.
- "Autorità" e "natura". Per una storia dei concetti filosofico-politici, Bologna, Centro Stampa Baiesi, 1988, BNI 90-8604.
- Genealogia della politica. Carl Schmitt e la crisi del pensiero politico moderno, Bologna, il Mulino, 1996 (II ed. 2010), [traduzione spagnola: Genealogía de la política. Carl Schmitt y la crisis del pensamiento político moderno, Buenos Aires, UNIPE: Editorial Universitaria, 2018].
- Spazi politici. L'età moderna e l'età globale, Bologna, il Mulino, 2001 [traduzione spagnola: Espacios politicos. La edad moderna y la edad global, Buenos Aires, Ediciones Nueva Visión, 2002; traduzione inglese: Political Spaces and Global War, Minneapolis, Minnesota Univ. Press, 2010], ISBN 88-15-08120-8.
- La guerra globale, Roma-Bari, Laterza, 2002 [traduzione inglese: Political Spaces and Global War, Minneapolis, Minnesota Univ. Press, 2010], ISBN 88-420-6785-7.
- Lo sguardo di Giano. Saggi su Carl Schmitt, Bologna, il Mulino, 2008 [traduzione spagnola: La mirada de Jano. Ensayos sobre Carl Schmitt, Buenos Aires, Fondo de Cultura Economica de Argentina, 2011; traduzione inglese: Janus’s Gaze. Essays on Carl Schmitt, Durham and London, Duke Univ. Press, 2015], ISBN 978-88-15-12223-0.
- L'umanità multiculturale, Bologna, il Mulino, 2008 [traduzione spagnola: La humanidad multicultural, Buenos Aires, Katz Editores, 2010], ISBN 978-88-15-12699-3.
- Contingenza e necessità nella ragione politica moderna, Roma-Bari, Laterza, 2009, ISBN 978-88-420-8834-9.
- Perché ancora Destra e Sinistra, Roma-Bari, Laterza, 2010, ISBN 978-88-420-9194-3. [seconda edizione con nuova Premessa (pp. V-VIII), Roma-Bari, Laterza, 2013; trad. inglese Left and Right: Why They Still Make sense, in G. Edmondson – K. Mladek (eds), Sovereignty in Ruins. A Politics of Crisis, Durham and London, Duke University Press, 2017, pp. 63–99]
- Il diritto e il suo rovescio, Udine, Forum, 2010, ISBN 978-88-8420-624-4.
- Carlo Galli e Piero Stefani, Non nominare il Nome di Dio invano, Bologna, il Mulino, 2011, ISBN 978-88-15-15067-7.
- Il disagio della democrazia, Torino, Einaudi, 2011 [traduzione spagnola: El malestar de la democracia, Buenos Aires, Fundo de Cultura Economica de Argentina, 2013; traduzione greca: Η αμηχανία της δημοκρατίας, Atene, Πόλις, 2016;], ISBN 978-88-06-20430-3.
- I riluttanti. Le élites italiane di fronte alla responsabilità, Roma-Bari, Laterza, 2012, ISBN 978-88-420-9944-4.
- Abbiccì della cronaca politica, Bologna, il Mulino, 2012, ISBN 978-88-15-23984-6.
- Sinistra. Per il lavoro, per la democrazia, Milano, Mondadori, 2013, ISBN 978-88-04-62520-9.
- Itinerario nelle crisi, Milano, Bruno Mondadori, 2013, ISBN 978-88-61-59870-6.
- Democrazia senza popolo. Cronache dal Parlamento sulla crisi della politica italiana, Milano, Feltrinelli, 2017
- Marx eretico, Bologna, il Mulino, 2018
- Sovranità, Bologna, il Mulino, 2019
- Forme della critica. Saggi di filosofia politica, Bologna, il Mulino, 2020
- Platone. La necessità della politica, Bologna, il Mulino, 2021
- Introduzione  e cura di Lodovico Antonio Muratori, Del governo della peste e delle maniere di guardarsene, Napoli, Istituto Italiano per gli Studi Filosofici Press, 2021
- Ideologia, Bologna, il Mulino, 2022
- Prefazione e cura (con A. Del Vecchio) di Ugo Grozio, Il diritto di guerra e di pace, Napoli, Istituto Italiano per gli Studi Filosofici Press, 2023, 3 voll.
- Democrazia, ultimo atto?, Torino, Einaudi, 2023, ISBN 978-8806257736.
- La destra al potere. Rischi per la democrazia?, Milano, Raffaello Cortina Editore, 2024, ISBN 9788832856378.